# Atomaria ephippiata
Atomaria ephippiata is een keversoort uit de familie harige schimmelkevers (Cryptophagidae). De wetenschappelijke naam van de soort werd in 1869 gepubliceerd door Alois Zimmermann.